# Qonggyai
Qonggyai (en tibetano, འཕྱོངས་རྒྱས་རྫོང; wylie, phyongs rgyas rdzong; literalmente, ‘la esquina cuelga de múltiples capas’; en chino, 琼结县; pinyin, Qióngjié xiàn léase Chióng-Chié) es un condado bajo la administración directa de la Prefectura Shannan en la Región autónoma del Tíbet, República Popular China. Su área es 1035 km² y su población total para 2010 fue cercana a los 20 mil habitantes.

## Administración
El condado de Qonggyai se divide en 4 pueblos que se administran en 1 poblado y 3 villas.